# Американское Самоа (национальный парк)
Национальный парк Американского Самоа (англ. National Park of American Samoa, самоан. Paka O Amerika Sāmoa) — национальный парк, расположенный главным образом на трёх островах Американского Самоа: Тутуила, Офу и Тау. Площадь парка составляет 36,42 км², из которых приходится 32,3 км² на сушу и 10,3 км² прибрежную акваторию. Территория была объявлена национальным парком постановлением Конгресса США 100—571 от 31 октября 1988 года.

## Фауна и флора
В парке встречаются 3 вида летучих мышей и 20 видов морских птиц. Среди прочих птиц встречаются: тихоокеанский плодоядный голубь (лат. Ducula pacifica), крапчатый погоныш (лат. Porzana tabuensis), многоцветный пёстрый голубь (лат. Ptilinopus perousii), самоанский аплонис (лат. Aplonis atrifusca).
Растительный мир более многообразен. Большая часть островов покрыта влажными тропическими лесами, имеются и туманные леса. Большая часть растений попало на острова случайно из Юго-Восточной Азии. В парке произрастают 487 видов цветущих растений и папоротников. Также имеется более 100 видов эндемиков.

## Острова парка
Фактически национальный парк представляет собой три парка расположенные на трёх островах. Каждый остров имеет свои природные особенности.

### Тутуила
Тутуила — крупнейший и самый главный остров Американского Самоа. Парк расположен на северном конце острова недалеко от Паго-Паго.
Это — единственная часть парка, доступная на машине. Она привлекает огромное количество людей. На острове имеются тропические леса, сохранённые практически в первозданном виде.

### Офу

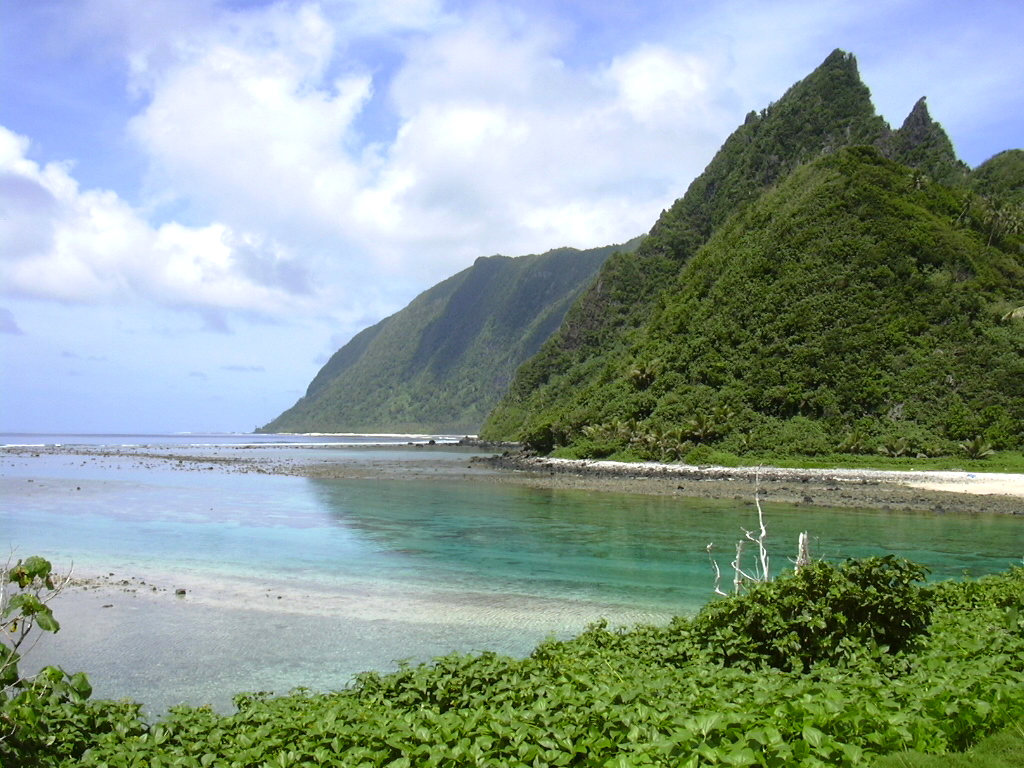
Вид на южный берег острова Офу с острова Олосега

Другой частью парка являются коралловые рифы острова Офу. Сюда стремятся любители подводного плавания, ведь здесь можно вдоволь насладиться красотой подводного мира.

### Тау
Остров Тау выделяется своим туманным лесом, в котором проживает большое количество птиц. Юго-восточная часть острова, включая дождевые леса горы Лата. Коралловый риф, прибрежные утесы и скалы, а также вулканический кратер Джуддс делают это место поистине уникальным.
До западной колонизации Тау был духовной столицей Полинезии. Здесь расположена могила последнего вождя этих островов.